# 舍洛梅农村居民点
舍洛梅农村居民点（俄语：Шеломовское сельское поселение）是俄罗斯联邦布良斯克州新济布科夫区所属的一个农村居民点。其下辖有5个居民点，行政中心为舍洛梅。据2015年统计，该农村居民点的人口为1244人。